# Друга озренска операција
Озренска операција (њем. Ozren-Untemehmen), или операција Озрен (њем. Untemehmen «Ozren»), у југословенској историографији позната као Друга озренска операција, била је антипартизанска операција коју су њемачке и усташко-домобранске трупе водиле од 29. јануара до 4. фебруара 1942. против Озренског партизанској одреда Народноослободилачке партизанске и добровољачке војске Југославије (НОП и ДВЈ) на простору планине Озрен, на сјеверу Босне. У југословенским изворима операције се тумачи као друга етапа њемачке офанзиве у источној Босни, која је започела са операцијом Југоисточна Хрватска.

## Назив операције
Друга озренска операције у југословенској историографији сматра се другом етапом Друге непријатељске офанзиве, а такође и другом етапом њемачке офанзивне операције у источној Босни (29. јануар — 3. фебруар 1942).

## Предисторија
Усљед пораза у Априлском рату 1941, Југославију су окупирале њемачке, италијанске и мађарске трупе. По завршетку војних операција, Босна и Херцеговина је укључена у састав Независне Државе Хрватске (НДХ). Територија НДХ је демаркационом линијом подијељена на њемачку (сјевероисточну) и италијанску (југозападну) зону војне контроле, у којима су могле бити стациониране њемачке, односно италијанске трупе. У источну Босну је распоређена 718. пјешадијска дивизија Вермахта. Србе је геноцид, који је над њима вршио усташки режим, приморао да подигну устанак против усташких власти и окупатора.
Озренски партизански одред је формиран у октобру 1941. наредном Главног штаба Народноослободилачких одреда Босне и Херцеговине (ГШ НОПО БиХ) из личног састава Озренског батаљона 1. босанске бригаде. У почетку Озренски одред је у свом саставу имао три чете: 1. маглајску, 2. добојску и 3. грачаничку. Новембра 1941. у њеном саставу формиран је ударни батаљон. У децембру је одред бројао четири батаљона. Од формирања, одред је водио војне операције против усташко-домобранских трупа, вршећи нападе на линије комуникација и гарнизоне окупатора и колаборациониста. Неспособност домобрана да се самостално носе са партизанима, приморала је њемачку команду почетком 1942. да обрати пажњу на питање безбједности у НДХ и предузме заједничке мјере за ликвидацију устаника уз укључење њемачких војних јединица.

## Планирање операције
Првобитно је планирано да се ова антипартизанска операције спроведе од 9. до 15. јануара 1942, прије почетка операције ширих размјера под кодним називом „Југоисточна Хрватска”. Међутим, након што су њемачко-хрватске јединице наишле на неочекивано јак отпор партизана, Озренска операција је морала бити прекинута како се испоштовали рокови за операцију „Југоисточна Хрватска”. Након неуспјешног другог покушаја, претходно планиране операције су настављене 29. јануара и трајале су до 4. фебруара.
У операцији су учествовали 697. пук 342. пјешадијске дивизије и 738. и 750. пук 718. пјешадијске дивизије Вермахта, као и 1, 5. и 15. (без једног батаљона) пјешадијски пукови Домобранства, по један батаљон 3. 4. и 7. пјешадијског пука Домобранства, једа батаљон Усташке војнице и друге хрватске јединице — укупно око 18.000 људи. Број припадника Озренског одреда укључених у операцију био је око 1200 људи.

## Ток операције
Команда Озренског партизанског одреда била је обавијештена о припреми њемачког напада, али није имала детаљније информације о плановима непријатеља. Под овим условима одлучено је да се сачека почетак њемачке акције и поступи у складу са развојем ситуације. Офанзива је почела 29. јануара. Послије дводневним борби, 697. пук 342. пјешадијске дивизије и 750. пук 718. пјешадијске дивизије (борбена група „Исток”), напредујући са истока, прешли су доњи ток Спрече, стигли до висова Карановца, али су заустављени на правцу Турија — Васиљевци. 738. пук 718. пјешадијске дивизије и два домобранска батаљона (група „Запад”), наступајући на западним падинама Озрена у правцу Добоја, успјели су након жестоких борби код Раковца да потисну јединице Озренског одреда и пробију се до Пакленице. Истовремено. усташко-домобранска група „Добој”, сачињена од око три пјешадијска пука, вршила је притисак на партизанске положаје, везујући их својим дјеловањем, док је усташки батаљон „Францетић” чистио терен у долини Криваје уништавајући српска села, чија је становништво избјегло на Озрен.
Наредних дана правац офанзиве је прешао на западне падине Озрена, али су партизани успјели да избјегну непријатеље и повуку се дубоку у планину. Трупе групе „Исток” и „Запад” су се 3. фебруара сјединиле код Конопљишта, али им је Озренски одред дошао у позадину и задржао маневара. У овој ситуацији, с обзиром на тешке временске прилике, сложен рељеф и слабих могућности у успјех војних дејстава, Нијемци су почели повлачење трупа ка Добоју, чешљајући уски појас територије дуж обала Спрече.
Док су њемачке борбене групе враћа у Добој, Озренски одред је кренуо у контраофанзиву, разбијајући напуштене гарнизоне три усташко-домобранска батаљона и до 7. фебруара повратио контролу над свом територијом коју је држао прије почетка њемачке операције.

## Исход
Наставак прекинуте операције против Озренског одреда био је безуспјешан. Иако ј е однос укључених снага (три њемачка пука) и територије на којој је операције изведена био повољнији него у операцији Југоисточна Хрватска, сњежни наноси дубоки до 1,5 м и планински терен прекривен густом шумом онемогућили су остварење казнене операције. У писму замјенику команданту њемачких снага на Југоистоку, генералу инжињерске војске Валтеру Кунцеу, командант 698. пјешадијског пука пуковник Штраухс говори о потешкоћама: „Потпуно је немогуће доћи до ових људи (партизана) напредовањем из долине, посебно у ово доба године, до кољена у снијегу. Можда ово неће успјети ни током љета. Без плашта невидљивости, тешко да ћете се приближити бандама, чији се шпијуни крију негдје међу стијенама, испод жбуња или у шуми”.
Мање песимистична је била оцјена коју је у свом завршном извјештају дао командант 718. пјешадијске дивизије генерал-мајор Јохан Фортнер. Ограничене резултате постигнуте током операције Фортнер је приписао прекратком времену предвиђеном за остварење задатка, недостатку брдске опреме међу укљученим јединицама и немогућности потпуног блокирања и темељног чешљања терена. Фортнер је у закључку навео да је на борбу против устаника више утицала темељно припремљена операција Романија (Југоисточна Хрватска), него извођење двије операције, од којих је једна морала бити прекинута због временског ограничења.
Због неуспјеха операција Југоисточна Хрватска и Озрен, главна партизанска група, предвођена Врховним штабом, успјела је да избјегне пораз и заузме област Горажда и Фоче. Заједно са територијама које је НОП и ДВЈ већ контролисала у Санџаку, источној Херцеговини и Црној Гори, била је то огромна територија, за чију су ликвидацију биле потребне нове велике операције окупационих снага.

## Посљедице
Порази и принудно повлачење главних партизанских снага током њемачких антипартизанских акција у другој половини 1941. и почетком 1942, тешки зимски услови, незадовољство лијевим скретањима у народноослободилачком покрет и с њим повезаним терор над класним непријатељима и измишљеним сарадницима, као и утицајем четничке пропаганде, изазвали су дубоку кризу у партизанским редовима. Дезертерство се повећало, а многе одреди су се распали или прешли четницима. Политички комесар ГШ НОПО БиХ Родољуб Чолаковић наводи да се у Нишићком и Варешком батаљону неки борби почели да скидају кокарде, а сва три батаљона одреда Звијезда догодио се преврат. Од Романијског, Озренског, Мајевичког, Зеничког и батаљона одреда Звијезда остала је батаљонска група од око 600 људи.
У таквој ситуацији, у Озренском одреду, који су чинили углавном сељаци, присталице четника 18. априла 1942. наговарају партизане на побуну. Након тога, побуњеници су напали 1. источнобосански пролетерски батаљон и уништили његову 4. чету. Приликом противудара преосталих снага пролетерског батаљона, четнички напад је одбије, али је сутрадан пролетерски батаљон принуђен да напусти Озрен и заједно се са штабом Озренског одреда и неким борцима ставио на располагање Зеничком партизанском одреду. У борби са четницима погинуо је политички комесар Хусинске чете Озренског одреда Петар Миљановић (за Народног хероја проглашен 1953. године). Озренски партизански одред је поново формиран 20. августа 1943. у саставу 17. источнобосанске народноослободилачке ударне дивизије НОВЈ.